# Nou Partit Demòcrata de Corea
El Nou Partit Demòcrata de Corea (en coreà: 신한민주당; RR: Sinhanminjudang, NPDC) va ser un partit liberal a Corea del Sud entre el 1984 i el 1988, el principal partit d'oposició fins a la creació del Partit Demòcrata de la Reunificació. El NPDC era el successor del Nou Partit Demòcrata, dissolt per la força al 1980.

## Història
El partit es va formar oficialment el 18 de gener de 1985 a partir del reagrupament de molts dels quadres i figures notables de l'antic Nou Partit Demòcrata, que havia estat prohibit al 1980 en el nou règim dictatorial de Chun Doo-hwan, el qual havia permès però la creació del Partit Demòcrata de Corea com a oposició controlada. Tanmateix, els principals líders demòcrates com Kim Young-sam, darrer president del NPC i Kim Dae-jung, de la facció progressista, van participar de la formació del NPDC amb l'objectiu d'esdevenir principal força d'oposició real a la dictadura.
Poques setmanes després del naixement del partit, el NPDC va participar de les eleccions legislatives de 1985, aconseguint prop del 30% del vot popular, 67 diputats i la segona posició per darrere del partit del règim, el Partit de la Justícia Democràtica, i superant al Partit Demòcrata de Corea, aconseguint ser el principal partit d'oposició a l'Assemblea Nacional. El grup parlamentari s'incrementaria fins als 103 diputats després de la deserció d'una part dels membres del PDC, provocant majors tensions entre el partit i el govern.
Les divisions internes que van sacsejar l'antic NPC tornaren a reaparèixer quan el líder del partit, Lee Min-woo, va anunciar un Pla estratègic que descartava l'esmena constitucional per a l'elecció directa del President, principal reivindicació de les faccions representades per Kim Young-sam i Kim Dae-jung. Finalment, el partit es va trencar al 1987 quan aquestes faccions es van unir per a crear el Partit Demòcrata de la Reunificació, arrossegant la majoria de diputats i deixant al NPDC amb tan sols 26 escons a l'Assemblea Nacional.
Fruit de la crisi interna, el partit no va presentar cap candidat a les eleccions presidencials del mateix any, i el líder Lee Min-woo va dimitir del càrrec el 6 de novembre. A les eleccions de 1988 el NPDC va perdre tota la representació a l'Assemblea Nacional, dissolent-se el 28 d'abril.

## Resultats electorals

### Eleccions legislatives
| Any  | Líder        | Vots      | %     | Escons   | Escons  | Escons   | Escons | Pos. | Govern            |
| Any  | Líder        | Vots      | %     | Circum.  | Llista  | Total    | +/–    | Pos. | Govern            |
| ---- | ------------ | --------- | ----- | -------- | ------- | -------- | ------ | ---- | ----------------- |
| 1985 | Lee Min-woo  | 5,843,827 | 29.26 | 50 / 184 | 17 / 92 | 67 / 276 | Nou    | 2n   | Oposició          |
| 1988 | Shin Do-hwan | 46,877    | 0.24  | 0 / 224  | 0 / 75  | 0 / 299  | 67     | 8è   | Extraparlamentari |